# Saint-Germain-de-Joux
Saint-Germain-de-Joux là một xã ở tỉnh Ain, vùng Auvergne-Rhône-Alpes thuộc miền đông nước Pháp.